# Beats for Love

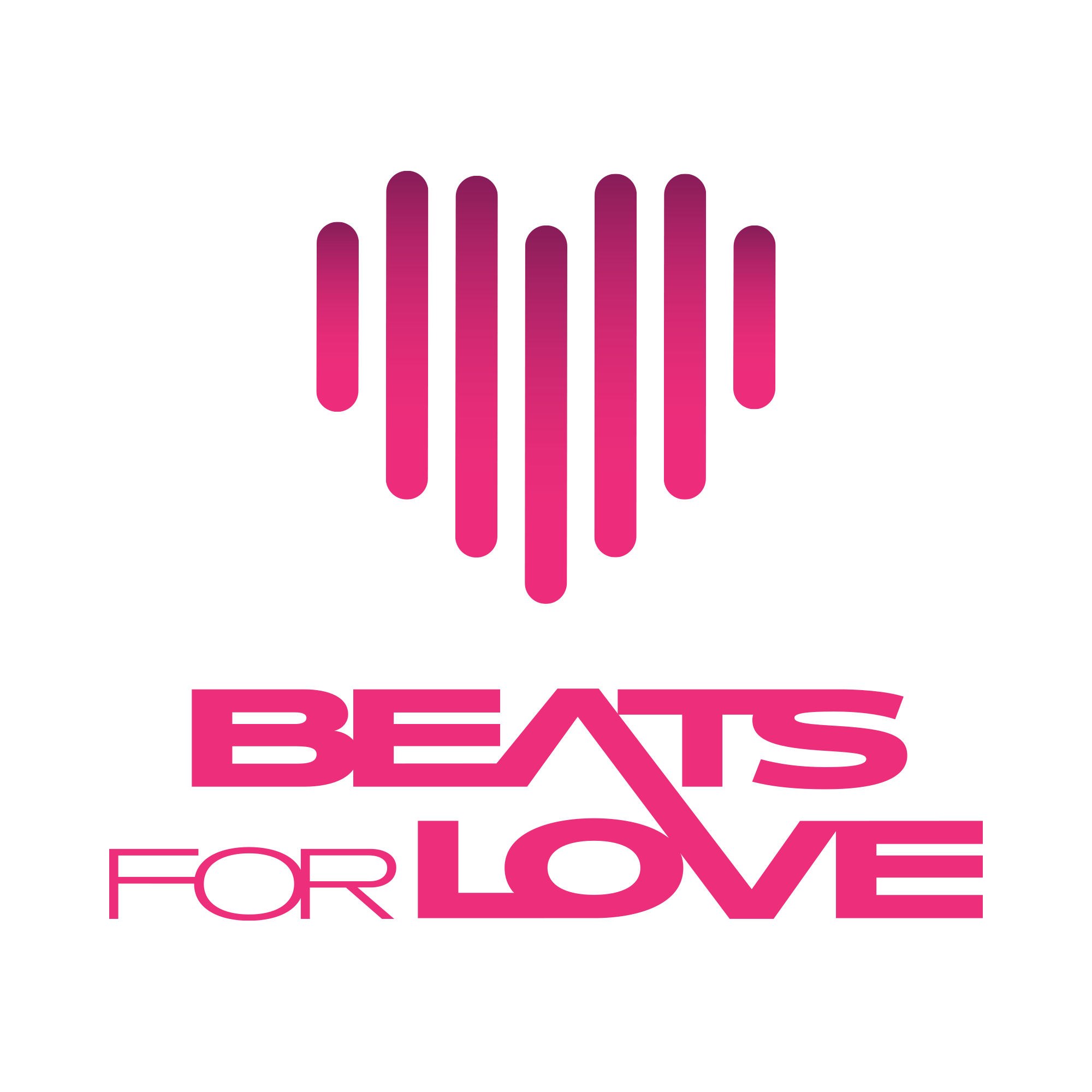
Logo

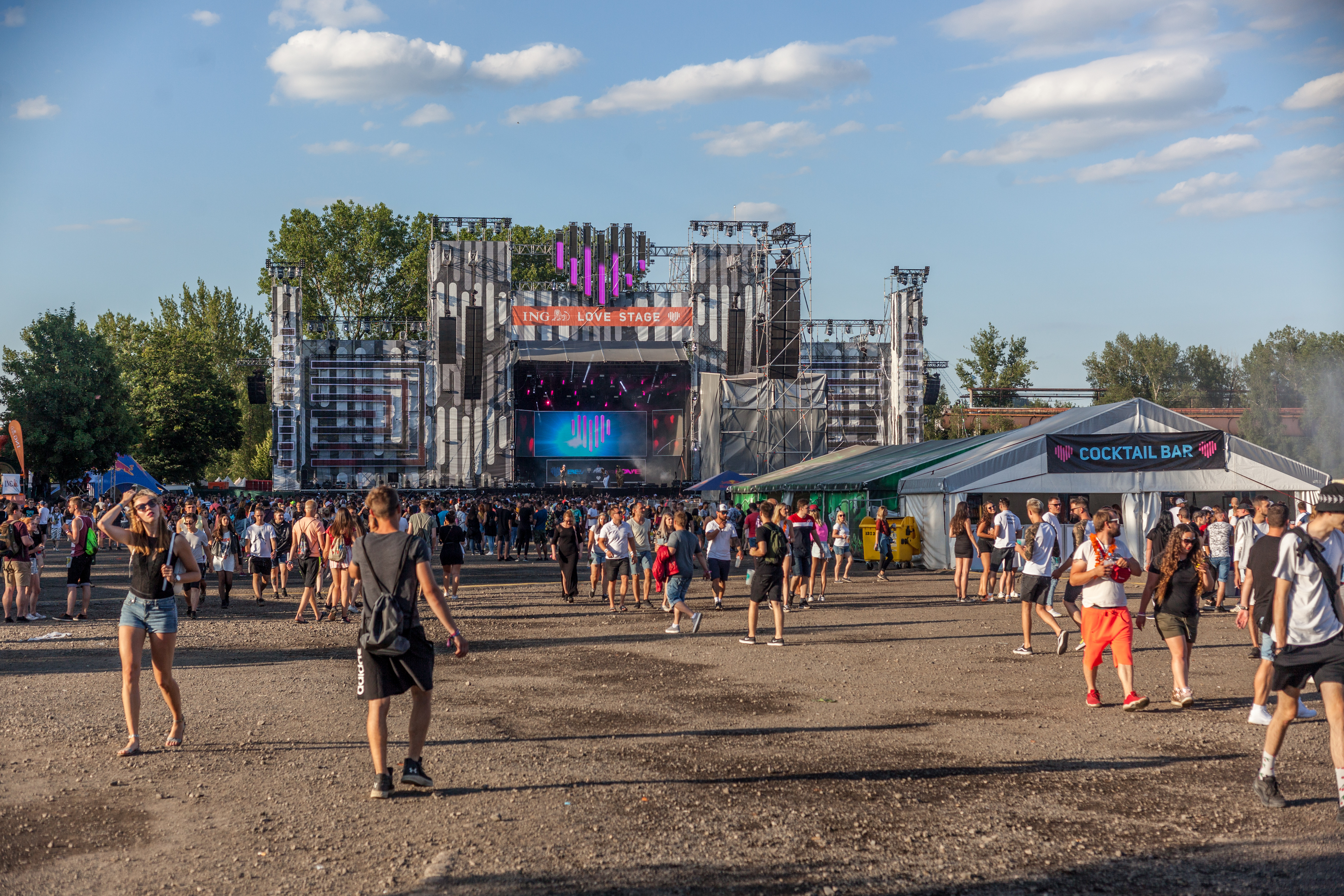
Hauptbühne

Das Beats for Love ist ein Musikfestival für Elektronische Tanzmusik, welches jährlich in Ostrava, Tschechien, stattfindet.
Das Festival wurde 2013 erstmals mit 25.000 Besuchern abgehalten. Im Lauf der Zeit vergrößerte es sich auf über 40.000 Besucher an vier Tagen. Neben der Hauptbühne gibt es mehr als zehn kleinere Neben-Areale zur Abdeckung verschiedener Musikstile.
Als Location dient das Industriedenkmal Witkowitzer Eisenwerke, bei dem bereits vorher das Festival Colours of Ostrava stattfindet.

## Künstler (Auswahl)
Pendulum, Roger Sanchez, Sigala, Claptone, John B, DJ Fresh, Fatboy Slim, Chase & Status, Robin Schulz, Don Diablo u.v.m.